# Olsztynek (gromada)
Olsztynek (do 31 XII 1957 Królikowo) – dawna gromada, czyli najmniejsza jednostka podziału terytorialnego Polskiej Rzeczypospolitej Ludowej w latach 1954–1972.
Gromady, z gromadzkimi radami narodowymi (GRN) jako organami władzy najniższego stopnia na wsi, funkcjonowały od reformy reorganizującej administrację wiejską przeprowadzonej jesienią 1954 do momentu ich zniesienia z dniem 1 stycznia 1973, tym samym wypierając organizację gminną w latach 1954–1972.
Gromadę Olsztynek z siedzibą GRN w mieście Olsztynku (nie wchodzącym w jej skład) utworzono 1 stycznia 1958 w powiecie ostródzkim w woj. olsztyńskim w związku z przeniesieniem siedziby GRN gromady Królikowo z Królikowa do Olsztynka i zmianą nazwy jednostki na gromada Olsztynek; równocześnie do nowo utworzonej gromady Olsztynek włączono obszar zniesionej gromady Mierki w tymże powiecie.
1 stycznia 1960 do gromady Olsztynek włączono wsie Mycyny, Witułty, Zezuty i Gębiny oraz kolonie Łąciny, Młyn Samagowski, Cichogrąd i Spogany ze zniesionej gromady Mańki w tymże powiecie.
31 grudnia 1961 do gromady Olsztynek włączono obszar zniesionej gromady Elgnówko, a także wsie Kunki, Lutek, Nowa Wieś Ostródzka i Pawłowo, osady Gardejki i Nicponie, kolonię Dębowa Góra oraz PGR Gąsierowo Olsztyneckie ze zniesionej gromady Pawłowo – w tymże powiecie.
1 stycznia 1969 z gromady Olsztynek wyłączono część obszaru lasów państwowych Nadleśnictwa Olsztynek (4,22 ha), włączając ją do gromady Waplewo w powiecie nidzickim w tymże województwie; do gromady Olsztynek z gromady Waplewo włączono natomiast inną część obszaru lasów państwowych Nadleśnictwa Olsztynek (15,04 ha).
1 stycznia 1972 do gromady Olsztynek włączono tereny o powierzchni 154,07 ha z miasta Olsztynek w tymże powiecie.
Gromada przetrwała do końca 1972 roku, czyli do kolejnej reformy gminnej. 1 stycznia 1973 obszar zniesionej gromady przyłączono do powiatu olsztyńskiego w tymże województwie, gdzie tego samego dnia reaktywowano zniesioną w 1954 roku gminę Olsztynek.